# Jungle Love
Jungle Love («Любовь в джунглях») — тринадцатая серия четвёртого сезона мультсериала «Гриффины». Премьерный показ состоялся 25 сентября 2005 года на канале FOX.

## Сюжет
Крис взволнован тем, что скоро он станет новичком (англ.) в старшей школе. Джо рассказывает ему о ритуалах «прописки», обещая, что его будут бить вёслами. Действительно, так и происходит, причём в избиении принимает участие сам мэр города.
Крис спрашивает, как ему быть, у Брайана, и тот рассказывает ему о своей службе в Корпусе Мира. Крис решает записаться в этот Корпус и отправляется в Южную Америку, где очень быстро обретает популярность у аборигенов. Вскоре Крис случайно женится на дочери вождя.
Тем временем Питер устраивается на работу на Пивоварню Потакет. Питер не может устоять перед своей тягой к алкоголю, поэтому регулярно понижается в должности, вплоть до подчинённого Опая (Opie) — умственно неполноценного, который даже внятно говорить не может.
Узнав о женитьбе Криса, семья немедленно отправляется в Южную Америку. По прибытии Питер строит из себя миллионера, имея в кармане всего 37 долларов, при этом он расплачивается с аборигенами монетами в 5 и 10 центов. Крис на это заявляет, что отец использует местных жителей, чтобы избавиться от своих проблем (using the natives to escape his troubles), на что Лоис справедливо замечает, что и сам Крис занимается тем же самым.
Крис решает вернуться в США и прощается со своей молодой женой. Племя воспринимает эту новость негативно и устраивает погоню за Гриффинами. Семье удаётся сбежать на гидросамолёте, но они забывают Мег, оставив её на растерзание разъярённым аборигенам.

## Создание
Автор сценария: Марк Хентеманн.
Режиссёр: Сет Кирсли.
Приглашённые знаменитости: Кэрри Фишер (в роли Анжелы), Джей Мор (в роли Винни) и Уилл Феррелл (камео).

## Интересные факты